# Percha
Percha (italià Perca) és un municipi italià, dins de la província autònoma de Tirol del Sud. És un dels municipis del vall de Pustertal. L'any 2007 tenia 1.409 habitants. Comprèn les fraccions d'Aschbach, Wielenberg (Sopranessano), Nasen (Nessano), Litschbach (Rio Liccio), Platten (Plata Montevila), Oberwielenbach (Vila di Sopra) i Unterwielenbach (Vila di Sotto). Limita amb els municipis de Bruneck, Sand in Taufers, Gais i Rasen-Antholz.

## Situació lingüística
| Pertinença lingüística (cens 2001) | 96,82% alemany |
| Pertinença lingüística (cens 2001) | 2,54% italià   |
| Pertinença lingüística (cens 2001) | 0,64% ladí     |

## Administració

Territori comunal

| Període | Identitat         | Partit |
| ------- | ----------------- | ------ |
| 2004-   | Joachim Reinalter | SVP    |